# John Z. Goodrich

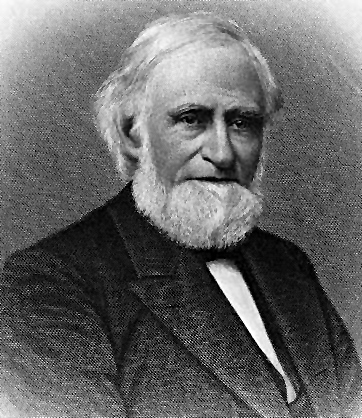
John Z. Goodrich

John Zacheus Goodrich (* 27. September 1804 in Sheffield, Berkshire County, Massachusetts; † 19. April 1885 in Stockbridge, Massachusetts) war ein US-amerikanischer Politiker. Zwischen 1851 und 1855 vertrat er den Bundesstaat Massachusetts im US-Repräsentantenhaus.

## Werdegang
John Goodrich besuchte die öffentlichen Schulen seiner Heimat. Nach einem anschließenden Jurastudium und seiner Zulassung als Rechtsanwalt begann er in diesem Beruf zu arbeiten. Außerdem betätigte er sich im Handwerk. Goodrich wurde Mitglied der Whig Party und saß in den Jahren 1848 und 1849 im Senat von Massachusetts.
Bei den Kongresswahlen des Jahres 1850 wurde Goodrich im siebten Wahlbezirk von Massachusetts in das US-Repräsentantenhaus in Washington, D.C. gewählt, wo er am 4. März 1851 die Nachfolge von Julius Rockwell antrat. Nach einer Wiederwahl konnte er bis zum 3. März 1855 zwei Legislaturperioden im Kongress absolvieren. Seit 1853 vertrat er dort als Nachfolger von Barker Burnell den elften Distrikt seines Staates. Seine Zeit als Kongressabgeordneter war von den Ereignissen im Vorfeld des Bürgerkrieges geprägt.
Im Frühjahr 1861 gehörte Goodrich einer Verhandlungskommission an, die in der Bundeshauptstadt Washington erfolglos den Ausbruch des Bürgerkrieges zu verhindern suchte. Zwischen Januar und März 1861 bekleidete er auch das Amt des Vizegouverneurs von Massachusetts. Zwischen 1861 und 1865 leitete Goodrich die Zollbehörde in Boston. Danach zog er sich in den Ruhestand zurück. Er starb am 19. April 1885 in Stockbridge, wo er auch beigesetzt wurde.